# خوان غونزاليس غوميز
خوان غونزاليس غوميز (بالإسبانية: Juan González Gómez)‏ هو مهندس اتصالات ومهندس وعالم حاسوب إسباني، ولد في 18 يناير 1973 في مدريد في إسبانيا.

## وصلات خارجية
- الموقع الرسمي